# Tragia durbanensis
Tragia durbanensis là một loài thực vật có hoa trong họ Đại kích. Loài này được Kuntze miêu tả khoa học đầu tiên năm 1898.